# In-duodecimo

## En reliure
L’in-duodecimo, également appelé in-douze car généralement noté in-12 au lieu de in-12o, est une forme de livre où la feuille imprimée a été pliée pour donner douze feuillets soit vingt-quatre pages. L'in-douze est plus ou moins grand, selon l'étendue de la feuille. 
Au XVIIe siècle et au XVIIIe siècle, les in-duodecimo ont un format voisin de nos actuels livres de poche.

## Dans l'imprimerie
L’in-duodecimo, noté aussi in-12 ou culbute est une technique d'impression ne nécessitant qu'un seul jeu de plaques pour imprimer un recto verso. La moitié supérieure reçoit le (ou les) verso et la moitié basse le (ou les) recto ou inversement. Une fois les pages imprimées en recto, les feuilles sont retournées de haut à bas et, sans changer les plaques, imprimées au verso.